# 24.º Prêmio Angelo Agostini
O 24.º Prêmio Angelo Agostini (também chamado Troféu Angelo Agostini) foi um evento organizado pela Associação dos Quadrinhistas e Caricaturistas do Estado de São Paulo (ACQ-ESP) com o propósito de premiar os melhores lançamentos brasileiros de quadrinhos de 2007 em diferentes categorias.
Este ano, excepcionalmente não houve exposição dos trabalhos dos premiados nem espaço para venda de quadrinhos independentes devido às limitações do espaço cedido pelo Senac Lapa Faustolo (unidade do SENAC no mesmo bairro de São Paulo das últimas duas edições do evento, mas em uma localização diferente). Ainda assim, antes da entrega de troféus houve algumas atividades, como a exibição do filme Piconzé, de Ypê Nakashima,  uma uma palestra sobre adaptações literárias em quadrinhos com a participação de  Bira Dantas, Marcatti, André Diniz e Laudo Ferreira.

## Prêmios
| Categoria                    | Vencedores                                   |
| ---------------------------- | -------------------------------------------- |
| Mestre do Quadrinho Nacional | Aníbal Barros Cassal                         |
| Mestre do Quadrinho Nacional | Antônio Luiz Cagnin                          |
| Mestre do Quadrinho Nacional | Diamantino da Silva                          |
| Mestre do Quadrinho Nacional | Fernando Dias da Silva                       |
| Mestre do Quadrinho Nacional | Ofeliano de Almeida                          |
| Mestre do Quadrinho Nacional | Salatiel de Holanda                          |
| Desenhista                   | Laudo Ferreira Jr.                           |
| Roteirista                   | Anita Costa Prado                            |
| Lançamento                   | Menino Caranguejo Chicolam (Splinter Comics) |
| Troféu Jayme Cortez          | Eloyr Pacheco                                |
| Fanzine                      | Justiça Eterna Sergio Chaves                 |
| Cartunista                   | Marcio Baraldi                               |

### Mestre do Quadrinho Nacionalin memoriam
Dando continuidade à mudança ocorrida em 2007 na categoria "Mestre do Quadrinho Nacional", que passou a premiar apenas os artistas ainda vivos, porém dando o título de "Mestre" in memoriam aos artistas que constavam da lista que a AQC-ESP divulga anualmente de pessoas elegíveis à categoria mas que faleceram antes de ganhar o troféu, desta vez foi homenageado o quadrinista José Evaldo de Oliveira, que morrera no ano anterior à cerimônia de premiação.